# Carlos Arthur Nuzman
Carlos Arthur Nuzman (Rio de Janeiro, 17. ožujka 1942.) brazilski je odvjetnik, športski djelatnik i negdašnji odbojkaš, član Brazilske odbojkaške reprezentacije između 1962. i 1968. Bio je član reprezentacije koja je nasupila na Olimpijskim igrama 1964. u Tokiju, kada je odbojka uvrštena među olimpijske športove.
Nakon igračke karijere, 20 je godina (1975. – 1995.) vršio dužnost predsjednika Brazilskog odbojkaškog saveza (CBV-a). 1995. postaje predsjednikom Brazilskog olimpijskog odbora (COB-a) i član MOO-a te PASO-a.
Bio je vodeći čovjek u organizaciji, provedbi i održavanju Olimpijskih igara 2016. u Brazilu. 2007. uvršten je u Odbojkašku kuću slavnih u SAD-u.